# Namibia Premier League 2013/14
Die Saison der Namibia Premier League 2013/14 hat am 19. Oktober 2013 begonnen und wurde am 14. Juni 2014 abgeschlossen.
Bei der Namibia Premier League handelt es sich um die höchste Spielklasse im Fußball in Namibia. Black Africa wurde – zunächst unter Vorbehalt (siehe „Skandalspiel“) – zum vierten Mal in Folge namibischer Fußballmeister.

## Skandalspiel
Das Rückspiel zwischen den African Stars und Orlando Pirates am 16. April 2014 wurde acht Minuten vor Ende abgebrochen. Ursache war der Ausfall der Flutlichtanlage im Sam-Nujoma-Stadion. Der namibische Fußballverband NFA entschied wenig später, dass die letzte acht Spielminuten beim Stand von 2 zu 0 für Orlando Pirates nachgespielt werden. Die African Stars traten unter Protest nicht zu diesen Nacholspielminuten an. Ein weiterer Einspruch der African Stars wird nun am 20. Juni behandelt. Am 19. Juni entschied das Gericht, dass eine endgültige Entscheidung erst demnächst getroffen wird. Am 2. Juli 2014 wurden die acht Minuten schlussendlich nachgeholt. Da die African Stars nicht gewonnen haben, wurde Black Africa zum Meister erklärt.
Die African Stars wurden wenig später wegen ihres unsportlichen Verhaltens zu zwei Saisons Sperre und einer Geldstrafe verurteilt. Diese Entscheidung wurde am 27. August 2014 überraschend vom namibischen Fußballverband zurückgenommen.

## Tabelle
| Pl.             | Verein                      | Sp. | S  | U | N  | Tore    | Diff. | Punkte |
| --------------- | --------------------------- | --- | -- | - | -- | ------- | ----- | ------ |
| 1.              | Black Africa (M)            | 22  | 13 | 7 | 2  | 032:140 | +18   | 46     |
| 2.              | African Stars (P, P2)       | 22  | 14 | 3 | 5  | 036:170 | +19   | 45     |
| 3.              | Orlando Pirates             | 22  | 12 | 6 | 4  | 028:190 | +9    | 42     |
| 4.              | Tigers FC                   | 22  | 10 | 6 | 6  | 032:260 | +6    | 36     |
| 5.              | LHU Blue Waters FC          | 22  | 9  | 5 | 8  | 037:310 | +6    | 32     |
| 6.              | Tura Magic                  | 22  | 8  | 7 | 7  | 021:190 | +2    | 31     |
| 7.              | Civics FC                   | 22  | 8  | 6 | 8  | 022:200 | +2    | 30     |
| 8.              | Ramblers FC                 | 22  | 7  | 5 | 10 | 024:280 | −4    | 26     |
| 9.              | United Stars FC (A)         | 22  | 7  | 5 | 10 | 026:350 | −9    | 26     |
| 10.             | Eleven Arrows FC            | 22  | 6  | 1 | 15 | 024:360 | −12   | 19     |
| 11.             | Rundu Chiefs                | 22  | 5  | 3 | 14 | 018:380 | −20   | 18     |
| 12.             | Nwamankena Blue Boys FC (A) | 22  | 4  | 4 | 14 | 020:390 | −19   | 16     |
| Stand: Endstand |                             |     |    |   |    |         |       |        |

| (M)  | Namibischer Meister 2011/12   |
| (P)  | Pokalsieger (NFA-Cup 2013)    |
| (P2) | Pokalsieger (NFA-Cup 2014)    |
| (A)  | Aufsteiger der Saison 2012/13 |

## Relegation
Die Relegationsspiele zwischen dem Elften der NPL-Saison 2013/14 und den drei zweitplatzierten Mannschaften aus der dreigleisigen Namibia First Division 2013/14 fanden am 21. und 22. Juni 2014 statt.
Die ersten drei Mannschaften steigen in die Namibia Premier League auf beziehungsweise im Fall der Rundu Chiefs bleiben in der NPL.
Mighty Gunners, Benfica und Rebels setzten sich gegen die NPL-Mannschaft Chief aus Rundu durch.

### Spiele
| Datum                      |                | Ergebnis |                | Ort                          |
| -------------------------- | -------------- | -------- | -------------- | ---------------------------- |
| 21. Juni 2014 um 11:00 Uhr | Rundu Chiefs   | 0:1      | Benfica        | Oscar-Norich-Stadion, Tsumeb |
| 21. Juni 2014 um 13:00 Uhr | Rebels         | 4:2      | Mighty Gunners | Oscar-Norich-Stadion, Tsumeb |
| 21. Juni 2014 um 17:00 Uhr | Benfica        | 0:0      | Rebels         | Oscar-Norich-Stadion, Tsumeb |
| 21. Juni 2014 um 19:00 Uhr | Mighty Gunners | 3:1      | Rundu Chiefs   | Oscar-Norich-Stadion, Tsumeb |
| 22. Juni 2014 um 11:00 Uhr | Mighty Gunners | 3:2      | Benfica        | Oscar-Norich-Stadion, Tsumeb |
| 22. Juni 2014 um 13:00 Uhr | Rundu Chiefs   | 2:1      | Rebels         | Oscar-Norich-Stadion, Tsumeb |

### Tabelle
| Pl.             | Verein            | Sp. | S | U | N | Tore    | Diff. | Punkte |
| --------------- | ----------------- | --- | - | - | - | ------- | ----- | ------ |
| 1.              | Mighty Gunners FC | 3   | 2 | 0 | 1 | 008:700 | +1    | 06     |
| 2.              | Rebels FC         | 3   | 1 | 1 | 1 | 005:400 | +1    | 04     |
| 3.              | Benfica FC        | 3   | 1 | 1 | 1 | 003:300 | ±0    | 04     |
| 4.              | Rundu Chiefs      | 3   | 1 | 0 | 2 | 003:500 | −2    | 03     |
| Stand: Endstand |                   |     |   |   |   |         |       |        |

## Spielstätten
| Verein                                     | Stadion (Ort)                   | Kapazität |                                                                          | Verein                          | Stadion | Kapazität |
| Rundu Chiefs, United Stars                 | Rundu Stadium (Rundu)           | 500       | Eleven Arrows, Blue Waters                                               | Kuisebmond Stadium (Walvis Bay) | 4.000   |           |
| ausgewählte Spiele, v. a. von Black Africa | Independence Stadium (Windhoek) | 25.000    | African Stars, Black Africa, Civics, Orlando Pirates, Tigers, Tura Magic | Sam Nujoma Stadium (Windhoek)   | 10.300  |           |
| Blue Boys                                  | Tamariskia Stadium (Swakopmund) | 1.500     | Ramblers                                                                 | Ramblers Stadium (Windhoek)     | 1.000   |           |